# Quiero (canción de Ricardo Arjona)
«Quiero» es una canción interpretada por el cantante guatemalteco Ricardo Arjona e incluida en el álbum recopilatorio Quién dijo ayer, de 2007. Fue publicada el mismo año que Quién dijo ayer como el segundo y último sencillo del disco por la compañía discográfica Sony Music. Arjona compuso el tema, mientras que la producción corrió a cargo del cantante, Dan Warner, Lee Levin y Tommy Torres, con quien había trabajado anteriormente en Adentro (2005), su anterior álbum de estudio. La canción fue grabada en varios estudios de Miami y México, D. F., y mezclado y masterizado en Nueva York. Calificada como «bohemia» y «hippie» por el sitio web ADN Mundo, su letra describe «una historia de amor que no habla sobre el amor».
La canción obtuvo en general buenas reseñas de la prensa musical: Jason Birchmeier de Allmusic elogió a «Quiero» y la describió como «excelente», mientras que la American Society of Composers, Authors and Publishers (ASCAP) le otorgó el premio a la canción pop/balada del año. Desde el punto de vista comercial, el sencillo solo ingresó a las listas latinas de la revista Billboard: alcanzó el puesto número ocho en el conteo Latin Pop Songs y el doce en el Top Latin Songs. Por su parte, ocupó los lugares once y doce de Tropical Songs y Latin Airplay. Para su promoción, Arjona filmó un vídeo musical dirigido por Ricardo Calderón y que contó con la participación de la modelo y ex Miss República Dominicana, Massiel Taveras. El videoclip, filmado en varias playas de la República Dominicana, fue estrenado en noviembre de 2007. El cantante interpretó la canción en varios conciertos de la gira Quinto piso Tour.

## Antecedentes

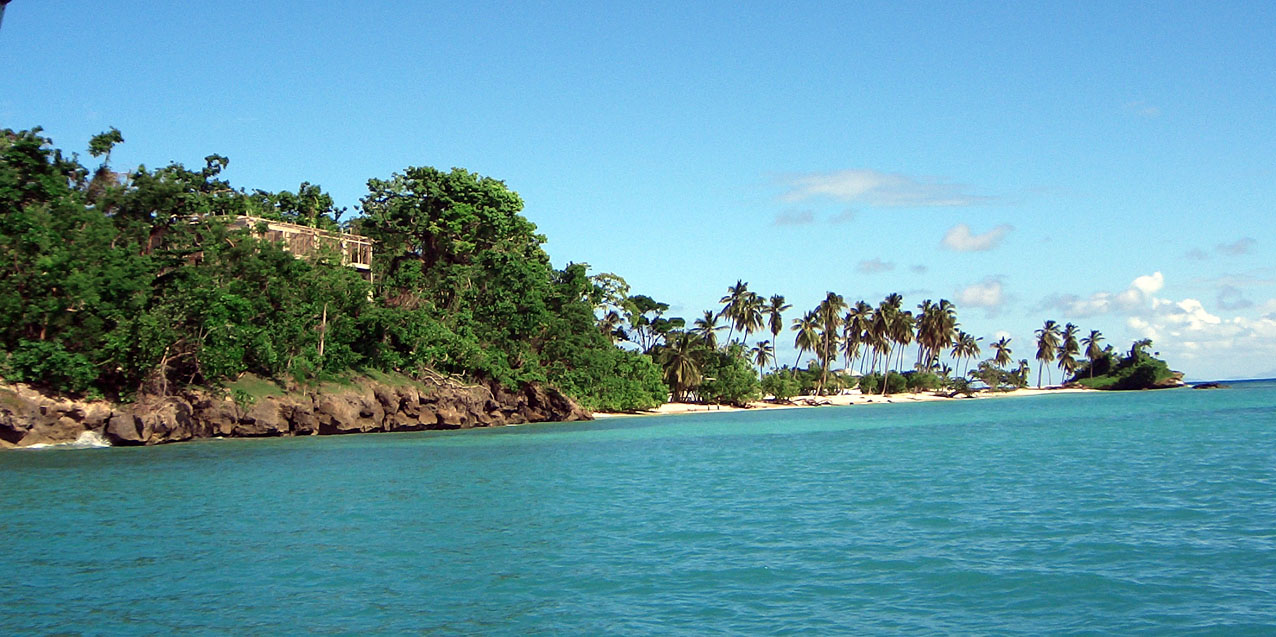
El vídeo musical de «Quiero» fue filmado en las playas de Samaná, República Dominicana.

En una conferencia de prensa realizada en noviembre de 2007, Arjona declaró, en relación con los temas del álbum recopilatorio Quién dijo ayer: «El ayer es el cúmulo de cosas que nos tienen acá, que nos formaron e hicieron de nosotros lo que somos, para bien o para mal». Asimismo, comentó que el álbum era más que una recopilación, y que «tiene las características del típico disco de grandes éxitos». Por último, declaró que, al principio, era «un disco que comenzó como un experimento, con cierta dosis de informalidad», pero posteriormente se hizo «muy complicado», gracias a la labor realizada por los productores. En otra conferencia establecida con sus admiradores, el músico, respondiendo sobre si Quién dijo ayer incluía canciones de contenido social, explicó que «"Quiero" es una canción en la que yo me quejo de muchas canciones, y al mismo tiempo tiene una carga nostálgica por un amor que se fue, pero no la planifiqué, así salió». Esta canción, junto con el anterior sencillo «Quién», forma parte de las tres inéditas de Quién dijo ayer, dado que las demás son versiones regrabadas de éxitos pasados, en diferentes géneros musicales.
Después de pasar la mayor parte de su carrera con la compañía discográfica Sony y posteriormente con Sony BMG, Arjona firmó un nuevo contrato de grabación a largo plazo con Warner Music Latina en septiembre de 2008. Esta salida hizo que Quién dijo ayer, junto con los sencillos «Quién» y «Quiero», fuese el último trabajo discográfico del artista editado directamente por su sello anterior, lo que convirtió a 5to piso, su siguiente álbum de estudio, en el primero publicado por Warner Music Latina.

## Composición
«Quiero» es una canción de género pop latino con una duración de cuatro minutos y cincuenta y cuatro segundos. Arjona la compuso, mientras que Tommy Torres, con quién trabajó en su anterior álbum de estudio Adentro (2005), en colaboración con Lee Levin y Dan Warner, la produjeron. El tema fue grabado en cinco estudios diferentes: The Tiki Room, Picks & Hammers, Jet Wash Studio, The Hit Factory Criteria y Hit Masters en Miami, Florida; y en Jocoteco Studios en México D. F. Mick Guzauski la mezcló en los Barking Doctor Studios de Nueva York, mientras que Vlado Meller la masterizó en los estudios Sony Music de la misma ciudad. El sitio web ADN Mundo calificó la canción de «bohemia» y «hippie», y con respecto a la letra, la describió como «una historia de amor que no habla de amor». Al respecto, ADN Mundo comentó: «[Habla] de los últimos acontecimientos del mundo en el que vivimos y va a parar a la búsqueda de un individuo que desafía a la nostalgia buscando el entretenimiento en lo imposible».

## Recepción
Jason Birchmeier de Allmusic elogió a «Quiero», junto con «Quién», y las describió como «excelentes, tanto así que encajan en lo correcto junto a todos los éxitos». En 2009, «Quiero» fue galardonada, junto con otras pistas seleccionadas, como la canción pop/balada del año, otorgada por la American Society of Composers, Authors and Publishers (ASCAP). Comercialmente, «Quiero», al igual que su sencillo predecesor, «Quién», solo ingresó a las listas latinas de la revista Billboard. En Latin Pop Songs, llegó a la octava posición el 12 de enero de 2008, tras haber estado en el número diez la edición anterior. Asimismo, en la lista anual, se colocó en la vigésima novena posición. En el conteo Top Latin Songs llegó al puesto número doce y permaneció dieciocho semanas en total. Finalmente, ocupó el decimoprimer puesto en Tropical Songs, y en el décimo segundo del Latin Airplay. En esta última lista permaneció dieciocho semanas.

## Promoción
| «Es un país increíble, de gente maravillosa y muy hospitalaria. [...] Será un gran vídeo donde quien lo vea percibirá las exóticas playas dominicanas». —Ricardo Arjona hablando sobre República Dominicana, lugar donde se filmó el vídeo musical de «Quiero». |

El vídeo musical de «Quiero» fue filmado entre los días 13 y 14 de agosto de 2007 en las playas de Samaná, República Dominicana. El cineasta mexicano Ricardo Calderón, quien trabajó en «Acompáñame a estar solo» (2005) y en el álbum en directo Vivo (1999), fue el encargado de dirigirlo. Además, contó con la participación de la modelo y ex Miss República Dominicana, Massiel Taveras. Durante la grabación del vídeo, Arjona comentó que la República Dominicana era «un país increíble, lleno de gente maravillosa y muy hospitalaria», y declaró que sentía el compromiso de promocionar la isla. El videoclip, filmado en blanco y negro, muestra a Arjona cantando y tocando el piano cerca de la orilla de la playa. Las escenas del cantante se intercalan con tomas aéreas de la playa, así como con escenas de Taveras, antes de que varias personas comienzan a sumergirse en el agua. Al final, antes de terminar el vídeo, el músico también se sumerge en el agua. Arjona interpretó «Quiero» en varios conciertos de la gira Quinto piso Tour, realizada entre los años 2009 y 2010, como parte de la promoción de su decimoprimer álbum de estudio, 5to piso (2008).

## Lista de canciones
| «Quiero» |                              |          |  |
| N.º      | Título                       | Duración |  |
| 1.       | «Quiero» (versión del álbum) | 4:54     |  |

## Posicionamiento en listas
| País (Lista 2007)                | Posición |
| -------------------------------- | -------- |
| Estados Unidos (Latin Airplay)   | 12       |
| Estados Unidos (Latin Pop Songs) | 8        |
| Estados Unidos (Top Latin Songs) | 12       |
| Estados Unidos (Tropical Songs)  | 11       |

| País (Lista 2007)                | Posición |
| -------------------------------- | -------- |
| Estados Unidos (Latin Pop Songs) | 29       |

## Créditos y personal
- Ricardo Arjona: voz, composición y producción.
- Tommy Torres: coros, arreglo e ingeniería de grabación.
- Dan Warner: arreglo de acordes, guitarra eléctrica, guitarra acústica, bajo e ingeniería de grabación.
- Lee Levin: arreglo de acordes, tambor, percusión e ingeniería de grabación.
- Matt Rollings: piano.
- Pete Wallace: hammond B-3 y teclados adicionales.
- Bob St. John, Carlos Álvarez, Chris Zalles e Isaías G. Asbun: ingeniería de grabación.
- Vlado Meller: masterización.
- Mick Guzauski: mezcla.
- Tom Bender: asistente de mezcla.

Fuentes: notas del álbum recopilatorio Quién dijo ayer.